# Стаден
Стаден (на нидерландски: Staden) е селище в Северозападна Белгия, окръг Руселаре на провинция Западна Фландрия. Населението му е около 11 000 души (2006).